# 若洛貝 (蘇梅州)
50°13′17″N 34°41′1″E / 50.22139°N 34.68361°E
若洛比（烏克蘭語：Жолоби）是位於烏克蘭東北部的村莊，由蘇梅州奥赫蒂尔卡区的赫倫市鎮負責管轄。該村距離沙波瓦利夫卡和魯巴尼1公里，海拔高度183米，2001年人口31。